# 大赫利博喬克

教堂

大赫利博喬克（烏克蘭語：Великий Глибочок），是烏克蘭西部捷爾諾波爾州捷爾諾波爾區比拉市镇内的村庄。始建於1557年，面積4.22平方公里，海拔高度334米，2001年人口2,444。
49°37′16″N 25°31′51″E / 49.62111°N 25.53083°E